# Yoshio Otomo
Yoshio Otomo, ook Yoshio Ohtomo, (Japans: 大友義雄, Otomo Yoshio) (Tokio, 1947) is een Japanse Jazzsaxofonist (alt- en sopraansaxofoon). Hij speelt in de hardbop-traditie.

## Biografie
Otomo werkte vanaf het begin van de jaren 70 in de jazzscene van Tokio, zijn eerste opnames maakte hij in 1974 met zangeres Minami Yasuda (South). Hij speelde in de jaren erna in de bigband van George Kawaguchi, in het kwartet van Takashi Mizuhashi, met Isao Suzuki/Tsuyoshi Yamamoto en Fumio Itabashi. Hij leidde een eigen kwartet en had met Hidefumi Toki de groep Alto Madness, waarin ook Kazumi Watanabe, Nobuyoshi Ino en Steve Jackson speelden (Lover Man, 1975). Na de platen Oh Friemds (1976) en Moon Ray (Three Blind Mice, 1977), opgenomen met Tsuyoshi Yamamoto, Tamio Kawabata en O. 'Jess' Kurata kwam hij in 1978 met een album onder eigen naam, As a Child, waaraan Toshiyuki Sekine, Satoshi Kosugi en Akiyoshi Yoshino meewerkten. In de jaren 80 werkte hij met Toshio Ohsumi en Shinichi Kato. In de jazz speelde hij tussen 1974 en 1993 mee op 16 opnamesessies, waaronder een van de bigband van Shigeo Maruyama, Suikyo Za Orchestra (Kick Off).